# Israël aux Jeux paralympiques d'été de 2024
Israël participe aux Jeux paralympiques d'été de 2024 à Paris du 28 août au 8 septembre 2024. Il s'agit de sa 17e participation à des Jeux paralympiques d'été.
Adam Berdichevsky, joueur de tennis en fauteuil roulant qui participe à ses troisièmes jeux, est l'un des porte-drapeau de la délégation, lui qui s'est retranché pendant 14 heures dans sa maison du kibboutz Nir Yitzhak lors de l'Attaque du Hamas en octobre 2023. L'autre porte-drapeau est la joueuse de goalball israélienne Lihi Ben David, qui a participé aux Jeux paralympiques de 2016 et 2020.

## Contexte
Andrew Parsons, président du Comité international paralympique (IPC), a déclaré qu'il n'y avait aucune raison d'exclure Israël, malgré certaines demandes liées au conflit avec le groupe terroriste du Hamas. 

## Nombre d’athlètes qualifiés
Voici la liste des qualifiés et sélectionnés par sport :
| Sport       | Hommes | Femmes | Total |
| ----------- | ------ | ------ | ----- |
| Aviron      | 2      | 2      | 4     |
| Badminton   | 1      | 1      | 2     |
| Boccia      | 1      | 0      | 1     |
| Canoë-kayak | 0      | 2      | 2     |
| Cyclisme    | 1      | 0      | 1     |
| Goalball    | 0      | 6      | 6     |
| Natation    | 4      | 1      | 5     |
| Canoë-kayak | 0      | 2      | 2     |
| Tir         | 0      | 1      | 1     |
| Taekwondo   | 2      | 0      | 0     |
| Tennis      | 3      | 1      | 4     |
| Total       | 14     | 14     | 28    |